# Brian Baker (músic)
Brian Baker   (Michigan, 25 de febrer de 1965) és un músic de punk rock estatunidenc. És conegut per ser un dels membres fundadors dels grups hardcoretes Minor Threat i Dag Nasty, i com a guitarrista de Bad Religion des del 1994.

## Trajectòria
Baker tocava el baix a Minor Threat abans de canviar a la guitarra el 1982 quan Steve Hansgen es va unir a la formació, i va tornar al baix després de la marxa de Hansgen. Baker també va fundar Dag Nasty el 1985, va formar part de la formació original de Samhain i ha participat de grups com Doggy Style, The Meatmen (amb el seu company de Minor Threat, Lyle Preslar), Government Issue i Junkyard (un grup de hard rock).
El 1994 a Baker li van oferir un lloc com a músic de gira amb R.E.M. però el va rebutjar i va optar per acceptar un lloc a Bad Religion com a substitut de Brett Gurewitz. Més endavant, Baker va fer una breu gira amb Me First and the Gimme Gimmes el 2005 i també va aparèixer al segon àlbum del grup de punk quebequès Penelope (Face au silence du monde). Ha fet de guitarrista convidat en moltes cançons i àlbums d'artistes tan diversos com Blood Bats, Tesco Vee, Ric Ocasek, Teenage Time Killers, Mind Over Four, Dangerous Toys, Pollen Art, Unwritten Law, Travis Cut, Lickity Split, Hot Water Music, Down By Law, Bash & Pop, Middle Aged Brigade, Careless, entre d'altres.
El supergrup Foxhall Stacks, format per Baker, Bill Barbot (Jawbox), Peter Moffett (Burning Airlines, Government Issue) i Jim Spellman (High Back Chairs, Velocity Girl), va publicar el seu àlbum de debut, The Coming Collapse, el 2019. Un altre supergrup, Fake Names, format amb el vocalista Dennis Lyxzén (Refused, The (International) Noise Conspiracy, INVSN), el guitarrista Michael Hampton (SOA, Embrace, One Last Wish), el baixista Johnny Temple (Girls Against Boys, Soulside) i el bateria Matt Schulz (Enon, Lab Partners, Holy Fuck), va començar a fer concerts el 2018 i va publicar el seu àlbum de debut homònim el 2020.

## Galeria

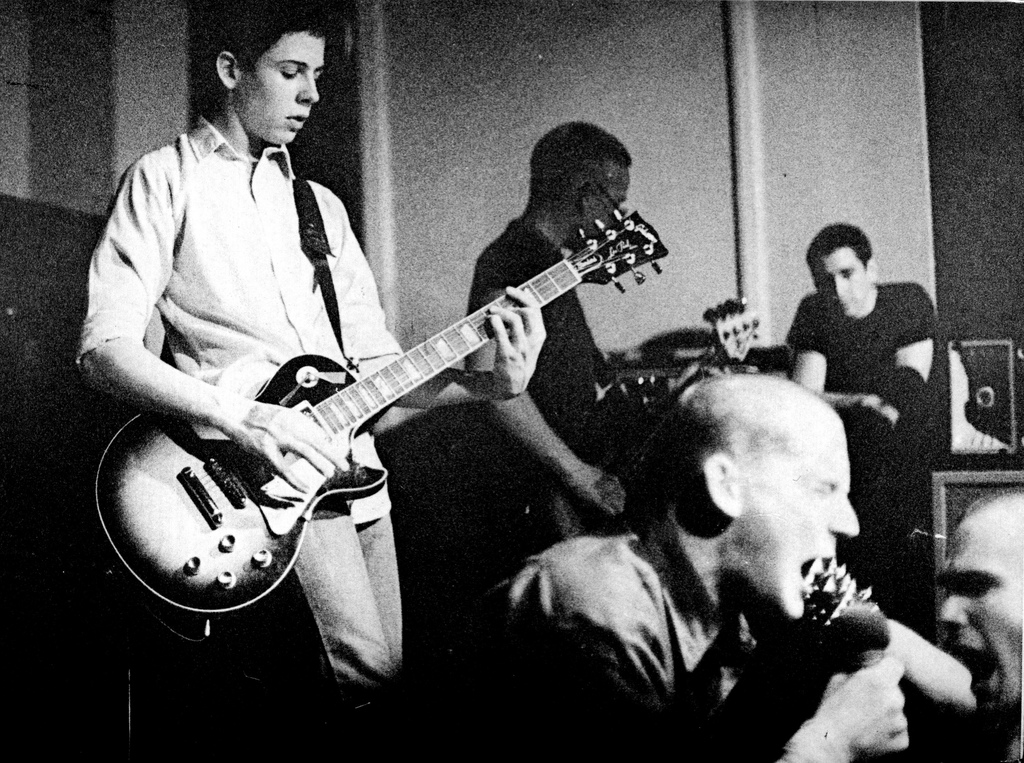
Baker (centre) actuant amb Minor Threat al Wilson Center de Washington DC (1981)
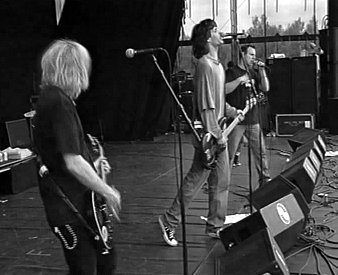
Baker (esquerra) actuant amb Bad Religion als Països Baixos (1995)
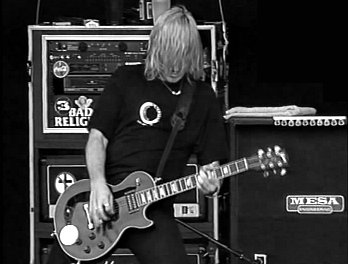
Baker actuant amb Bad Religion als Països Baixos (1995)

## Discografia

### Bad Religion
- The Gray Race (1996)
- Tested (1997)
- No Substance (1998)
- The New America (2000)
- The Process of Belief (2002)
- The Empire Strikes First (2004)
- New Maps of Hell (2007)
- The Dissent of Man (2010)
- True North (2013)
- Age of Unreason (2019)

### Doggy Style
- The Last Laugh (1986)

### Dag Nasty
- Can I Say (1986)
- Wig Out at Denko's (1987)
- All Ages Show 7" (1987)
- Field Day (1988)
- Trouble Is 12" (1988)
- 85-86 (1991)
- Four on the Floor (1992)
- Minority of One (2002)
- Dag with Shawn (2010)
- Cold Heart 7" (2016)

### The Meatmen
- War of the Superbikes (1984)

### Government Issue
- Make an Effort EP (1982)

### Minor Threat
- Minor Threat EP (1981)
- In My Eyes EP (1981)
- Out of Step (1983)
- Salad Days EP (1985)

### Junkyard
- Junkyard (1989)
- Sixes, Sevens & Nines (1991)
- Shut Up – We're Trying to Practice! (2000)
- Tried and True (2003)
- Faded/The River 7" (2015)
- High Water (2017)
- Old Habits Die Hard (2019)

### Foxhall Stacks
- The Coming Collapse (2019)

### Beach Rats
- Wasted Time 7" (2018)
- Rat Beat (2022)

### Fake Names
- Fake Names (2020)
- Fake Names EP (2021)